# 矮刺苏属
矮刺苏属（学名：Chamaesphacos）是唇形科下的一个属，为矮小草本植物。该属仅有矮刺苏（Chamaesphacos ilicifolius）一种，分布于苏联、伊朗、阿富汗及中国新疆的沙漠地区。